# Glaphyrus opulentus
Glaphyrus opulentus là một loài bọ cánh cứng trong họ Glaphyridae. Loài này được Bedel miêu tả khoa học năm 1885.